# Bristol Blenheim
El Bristol Blenheim fue un bombardero ligero de fabricación británica, diseñado y construido por la empresa Bristol y utilizado ampliamente en los primeros días de la Segunda Guerra Mundial. Más tarde fue empleado con éxito como caza de largo alcance y nocturno. Fue el primer avión británico construido enteramente de metal. 

## Desarrollo
Por la misma época en que el Spitfire comenzaba su carrera, merced a la donación de lady Houston para asegurar la participación británica en la última competición del Trofeo Schneider, el Blenheim fue aceptado como avión militar gracias a la generosidad y patriotismo de Harold Harmsworth, primer vizconde de Rothermere, propietario del Daily Mail.
En 1934, Gran Bretaña pasaba una mala racha en el campo de la aviación comercial, debido al gran éxito del bimotor estadounidense DC-2, y Rothermere encargó para su uso personal, a la compañía Bristol, un bimotor con capacidad para acomodar a una tripulación de dos personas y a seis pasajeros, que desarrollase una velocidad máxima cercana a los 390 km/h, y precisamente se daba la circunstancia de que la compañía ya había diseñado en líneas generales un avión ligero de transporte de esta categoría.
Concebido por Frank Barnwell, el nuevo avión había sido inicialmente diseñado para ser propulsado por dos motores Bristol Aquila I de 500 hp, que por aquel entonces se estaban desarrollando. El interés de Lord Rothermere por un avión de transporte de alta velocidad se reflejó en la propuesta de Barnwell de instalar un par de motores Bristol Mercury VIS de 650 hp en la célula embrionaria, lo que dio como resultado el Type 142. 
Cuando voló por primera vez en Filton, el 12 de abril de 1935, levantó una ola de comentarios y de excitación, pues demostró durante las pruebas iniciales que era 48 km/h más rápido que el prototipo del caza Gladiator. Llamado Britain First, fue regalado por Lord Rothermere a la nación, después de que el Ministerio del Aire solicitara que se le diese la posibilidad de retenerlo durante un tiempo para valorar su potencial como bombardero ligero. Como consecuencia de ello, el avión se convirtió en progenitor del Bristol Blenheim, que a su vez se transformó en una importante arma a principios de la Segunda Guerra Mundial. El Type 143, propulsado por motores Aquila, era similar al anterior. Voló por primera vez en enero de 1936, pero sólo se realizaron unas pocas pruebas, pues sus prestaciones quedaron muy limitadas debido a la falta de hélices de paso variable.
Bristol, que conocía el interés del Ministerio del Aire por el Type 142, realizó estudios internos para obtener una versión militar, el Type 142M. Durante el verano de 1935, el Ministerio del Aire decidió aceptar la propuesta de la compañía, realizando en septiembre un pedido inicial de 150 aviones de acuerdo con la Especificación B.28/35. El nuevo avión era muy similar al Type 142, aunque se habían efectuado algunos cambios para acomodar a un bombardero, una bodega de bombas y una torreta dorsal artillada. Ni el Ministerio del Aire ni la compañía Bristol perdieron el tiempo, ya que a continuación del vuelo inaugural del prototipo, realizado el 25 de junio de 1936, comenzaron las entregas a los escuadrones de la RAF (marzo de 1937); en julio de 1937, el Ministerio del Aire pasaba un pedido adicional de otros 434 ejemplares del Blenheim Mk I, nombre con el que el tipo había sido bautizado.
A pesar de los planes del Consejo Aéreo de adoptar el nuevo avión, se autorizó a Bristol a que negociara la exportación limitada a gobiernos amigos, a condición de que los pedidos de la RAF tuviesen preferencia. El prototipo del Blenheim (K7033) voló el 25 de junio de 1936, y la fabricación en serie comenzó en diciembre del mismo año, con un pedido de 434 aviones firmado en julio.

### Dudosas mejoras
Los primeros intentos por mejorar el Blenheim quedaron confinados al aumento de la carga de bombas y del alcance: el Mk II incorporaba depósitos auxiliares de combustible en las secciones externas alares y posibilidad de llevar dos bombas adicionales de 113 kg bajo las alas, entre los motores y el fuselaje. Para contrarrestar el aumento de peso, el tren de aterrizaje fue reforzado, pero como se conservaron los motores Mercury VIII del Mk I, la velocidad máxima descendió a 380 km/h. No resulta sorprendente que esta versión fuese abandonada tras haber modificado un solo ejemplar.
Un desarrollo del Blenheim, el Type 149, concebido para cumplir con la Especificación 11/36, tomó el nombre de Bolingbroke.
Para mejorar la situación del navegante, la proa del Blenheim fue alargada en 0,90 m, pero cuando voló el prototipo (un Blenheim Mk I modificado), surgieron las críticas respecto al nuevo parabrisas escalonado, alegando los pilotos que preferían el anterior, más espacioso. Para no acabar perjudicando la producción, se descartaron otros cambios (como la incorporación de motores Mercury XV de 920 hp), y el Blenheim Mk IV de "morro largo" entró en las cadenas de montaje a principios de 1939. Este aparato tenía una velocidad máxima de 428 km/h y su alcance se había incrementado hasta 3100 km.
Al estallar la Segunda Guerra Mundial en septiembre de 1939, la RAF contaba con 13 escuadrones de Blenheim IV, de los cuales, uno, el 25.º, disponía de una versión de caza, el Mk IVF, modificado de forma parecida a la del MK IF, con contenedor ventral de ametralladoras. Este escuadrón fue durante algún tiempo pionero en el empleo del radar aerotransportado de interceptación.

## Diseño

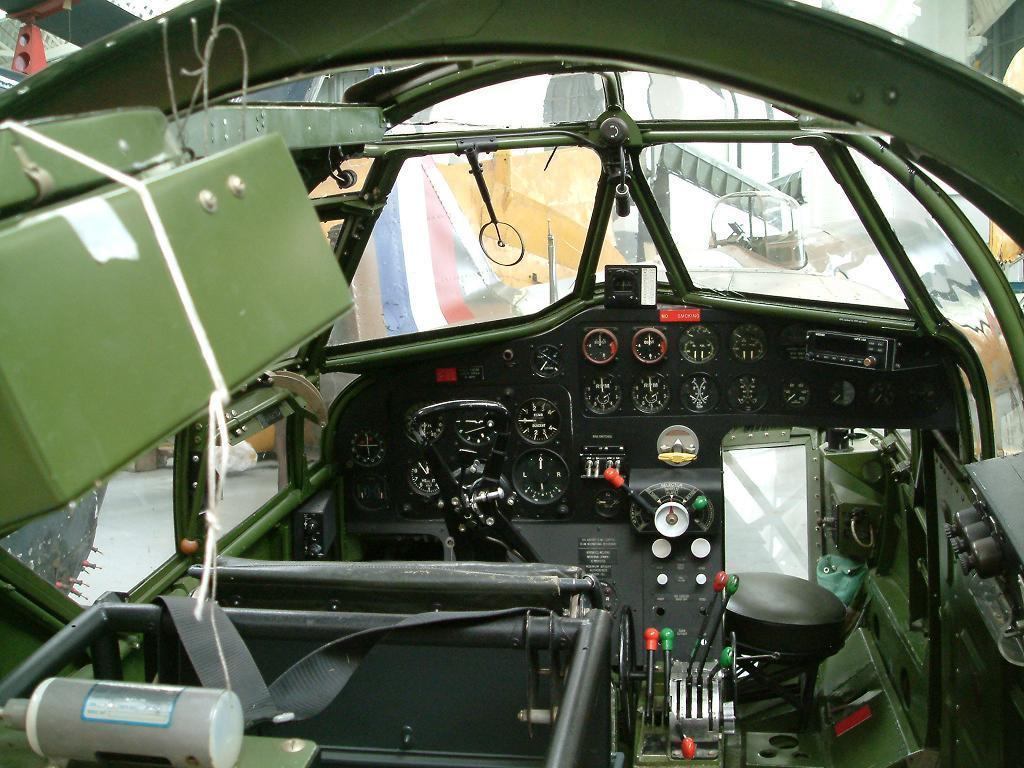
Cabina de un Blenheim.

De construcción totalmente metálica, a excepción de las superficies de control, recubiertas de tela, el Blenheim Mk I era un monoplano de ala cantilever de implantación media. El morro se extendía apenas ligeramente por delante de los motores, y tanto el fuselaje como la unidad de cola eran estructuras convencionales de aleación ligera; el tren de aterrizaje era del tipo retráctil con rueda de cola, y la planta motriz consistía en dos motores Bristol Mercury VIII de 840 hp montados en góndolas en el borde de ataque de las alas. Una bodega situado en la sección alar central podía albergar un máximo de 454 kg de bombas; el armamento estándar comprendía una Browning M1919 de 7,7 mm en el ala de babor y una Vickers K del mismo calibre en una torreta semirretráctil situada en posición dorsal. A fin de que soportara el armamento ofensivo, el avión fue reforzado; se preveía una tripulación de tres hombres (piloto, navegante/bombardero y artillero/operador de radio).

### Motores
Los dos motores Bristol Mercury XV de 905 hp, daban al avión una velocidad máxima de 428 km/h que, en su momento, hacía del Blenheim el bombardero más rápido del mundo. Sin embargo, rara vez se alcanzaba esta velocidad, especialmente cuando iba cargado de bombas; importaban más las características de despegue y aterrizaje que la velocidad. Hubo aviones como el Ju 88 y el Do 17, que demostraron que era posible aumentar la velocidad usando motores de doble estrella y aceptando mayores distancias de aterrizaje y despegue, así como la necesidad de pistas de hormigón.

### Fuselaje
El Blenheim era todo de metal, aunque los mandos de vuelo tenían recubrimiento textil. El ala de implantación media (40 cm más arriba que en el Type 142, para poder llevar una bodega interna de bombas), estaba provista de alerones Frise con contrapesos y flaps dobles en el borde de fuga, mientras que el plano horizontal de cola también fue alzado y tenía más envergadura. A diferencia del 142 de incidencia variable, la del 142M era fija y con timones de profundidad más anchos y con aleta compensadora. Al estar el ala más alta, también lo estaban las góndolas de los motores, que impedían al piloto casi por completo la visión lateral; esta característica permaneció en todas la variantes del Blenheim.

## Historia operacional
La primera unidad de la RAF que contó con el Blenheim fue el 114.º Escuadrón de Bombardeo de Wyton, en marzo de 1937 (el primero de los aparatos causó baja inmediatamente ya que al aterrizar en su vuelo de entrega capotó debido a que el piloto hizo un uso demasiado severo de los frenos). A finales de año, la producción en Filton había alcanzado un ritmo de 24 aviones mensuales y los escuadrones de bombardeo números 44, 90, 139 y 144 habían sustituido sus anticuados Hind, Audax y Anson por el nuevo bombardero ligero. Al año siguiente, se reequiparon 12 escuadrones más de bombardeo.
El Blenheim fue muy bien acogido por sus tripulaciones: volaba dócilmente y su cabina era cómoda y estaba bien diseñada, con suficiente espacio para los movimientos del navegante; el campo visual era bueno, pero el avión mostraba bastantes inconvenientes en el terreno defensivo. No existiendo datos fiables sobre los bombarderos ligeros de que disponían las diferentes potencias europeas, se pensaba que el Blenheim iba a la cabeza a nivel mundial en cuanto a carga de bombas, alcance y velocidad, supuestos estos que fueron tácitamente aceptados por algunos gobiernos: se exportaron 18 ejemplares a Finlandia (seguidos por la producción bajo licencia en Tampere), dos a Yugoslavia (donde se produjeron otros 16 bajo licencia), 30 a Turquía y 13 a Rumania.
Durante el año 1938, muchas de las ilusiones de la RAF se disiparon. La relativamente escasa carga de bombas y la velocidad operativa (418 km/h) del Blenheim Mk I iban al parecer a resultar inferiores a las de los aviones alemanes, mientras que los informes respecto al Ju 88 sugerían que el Blenheim podía quedar desfasado en poco más de un año. Más aún, la superioridad inicial en materia de velocidad punta respecto a los cazas mermó considerablemente con la aparición del Hurricane y del Spitfire, y en los Ejercicios Aéreos de 1938, el Blenheim se demostró fatídicamente lento, vulnerable y pobremente armado. Pero el estado de los programas de expansión de la industria aeronáutica durante los años de preguerra era tal, que se optó por una versión mejorada del Blenheim.
Mientras tanto, bajo los auspicios del nuevo sistema de factorías "fantasma", los Blenheim Mk I empezaron a ser fabricados por Rootes Securities Ltd en Speke y por A. V. Roe and Co. Ltd en Chadderton, de modo que, a comienzos de 1939, la producción total de esta versión había llegado a las 1552 unidades. Mientras los escuadrones de bombardeo de la RAF proseguían su conversión al Blenhein Mk I, se introdujo una variante para el Mando de Caza: el caza nocturno Mk IF, armado con cuatro ametralladoras Browning de tiro frontal situadas en un contenedor ventral adosado (producido por los talleres Ashford de Southern Railways). Los escuadrones números 23, 25, 29 y 64 fueron equipados con él en diciembre de 1938, y, al mes siguiente, lo fueron los números 600, 601 y 604 de la Fuerza Aérea Auxiliar.

### Operaciones en Europa
Los primeros meses de la denominada "Phoney War" (algo así como "guerra tonta") resultaron duros para los Blenheim, que no causaron graves daños al enemigo, sino que más bien debieron sufrir las consecuencias de la superioridad de la Luftwaffe. Un Blenheim Mk IV del 139.º Escuadrón de Bombardeo, pilotado por A. MacPherson, fue el primer avión de la RAF que penetró en el espacio aéreo alemán, durante una misión de reconocimiento efectuada el 3 de septiembre. Al día siguiente, diez Blenheim y ocho Wellington efectuaron una incursión contra la navegación enemiga en Schillig Roads, resultando derribados cuatro Blenheim y dos Wellington. Un ataque de 12 Blenheim MK IF contra la base de hidroaviones alemana de Borkum, el 25 de noviembre, acabó en fiasco, debido a errores en la navegación.
Entretanto, seis escuadrones de Blenheim Mk IV acompañaron a la Fuerza Expedicionaria Británica a Francia; sus operaciones sobre Alemania se restringieron a salidas de reconocimiento, dadas las reticencias del Gobierno británico a atacar territorio alemán. Cuando el 10 de mayo de 1940 se produjo el asalto alemán en el Oeste, el número de escuadrones equipados con Blenheim Mk IV se había incrementado hasta 22 (incluidos dos de caza). El bombardero Mk I era declarado obsoleto para su uso desde Gran Bretaña, pero equipaba ocho escuadrones en Oriente Medio, cuatro en el Lejano Oriente, y uno (versión de caza) en Adén.
A medida que la Batalla de Francia se traducía en una derrota inexorable para los ejércitos francés y británico, los escuadrones de Blenheim del Componente Aéreo y de la Fuerza Avanzada de Interceptación Aérea entraban constantemente en combate, sufriendo graves pérdidas a manos de los cazas y la artillería antiaérea alemanes. Mientras tanto, los cazas Blenheim del 600.º Escuadrón con base en Gran Bretaña obtuvieron parecidos resultados en sus incursiones contra los Países Bajos: así, solamente uno de los seis aparatos que atacaron el aeródromo de Waalhaven, junto a Róterdam, consiguió regresar a su base.
Durante la Batalla de Inglaterra, el Mando de Caza de la RAF formó seis escuadrones de Blenheim Mk VIF para caza nocturna; no obstante, los limitados éxitos del Blenheim se obtuvieron por lo general en operaciones diurnas. Una notable excepción fue la primera victoria aérea lograda con ayuda de un radar aerotransportado, a cargo de un Blenheim de una unidad de interceptación, que derribó un Do 17 durante la noche del 2 al 3 de julio de 1940. Otros tres escuadrones de Blenheim, asignados por el Mando Costero a la protección de la navegación, fueron puestos esporádicamente bajo el control del Mando de Caza durante la Batalla de Inglaterra.
Los éxitos de los cazas nocturnos Blenheim crecieron a medida que se endurecía el Blitz nocturno alemán en el invierno de 1940-41, pero paulatinamente el peso de la responsabilidad fue pasando a los Beaufighter, que por esa época comenzaron a sustituirles.
Si el Blenheim Mk I empezó a ser retirado del servicio en primera línea en Gran Bretaña, el Mk IV continuó siendo producido en gran escala, y hacia agosto de 1941 eran no menos de 30 los escuadrones de primera línea equipados con estos bombarderos en todos los frentes. Esta fuerza, que en su mayor parte estaba concentrada en el 2.º Grupo del Mando de Bombardeo, estuvo ocupada desde la caída de Francia en constantes ataques contra los posibles puntos de concentración de la flota de invasión alemana en el canal de la Mancha. Posteriormente, sus operaciones comenzaron a abarcar las costas noruega, danesa, neerlandesa y belga, casi siempre bajo la cobertura de los cazas de la RAF. En un período de tras meses, los Blenheim hundieron más de 300 000 toneladas de buques enemigos, con la pérdida de 68 aviones. A finales de 1941, el Mk IV empezó a quedar desfasado (aunque permaneció en primera línea por espacio de otro año), dando paso a los A-20 Boston, Ventura y otros, hasta que se produjo la llegada del Mosquito. Entre las acciones efectuadas por los Blenheim, destaca el ataque diurno a baja cota del 105.º Escuadrón contra Bremen el 4 de julio de 1941, y una incursión efectuada por 54 Blenheim contra centrales eléctricas cercanas a Colonia, el 12 de agosto del mismo año.
Como indicación del esfuerzo de los Blenheim del Mando de Bombardeo durante los primeros 34 meses de hostilidades, puede decirse que efectuaron 11 332 salidas de bombardeo (compárese con las 11 074 llevadas a cabo por los Stirling a lo largo de toda la guerra), lanzando 3028 toneladas de bombas (compárese con las 1826 toneladas arrojadas por los bombarderos pesados Manchester). Obviamente, tales cifras quedarían totalmente eclipsadas a medida que avanzaba la guerra, puesto que en ocasiones se lanzaron más de 5000 toneladas contra un mismo objetivo en una sola incursión.

### En Oriente Medio y Lejano
Los Mk I aparecieron por primera vez en Oriente Medio con el 30.º Escuadrón en la base de la RAF em Habbanyya, Irak, en enero de 1938. Dichos aviones fueron transferidos a Egipto cuando Italia entró en guerra, en junio de 1940, y posteriormente convertidos en cazas para realizar tareas de escolta y defensa del canal de Suez. Durante las operaciones desarrolladas en Grecia, tres escuadrones de Blenheim, dos de bombarderos y uno de cazas, fueron enviados desde Egipto para unirse a los 12 MK IV de las Fuerzas Aéreas de Grecia.
Un constante flujo de refuerzos procedentes de Gran Bretaña llegaba a Egipto. Los Mk IV volaban directamente hasta Malta (o en ocasiones bombardeando Milán o Turín de pasada), y desde ahí a Marsa Matruh. Cuando empezaron a disminuir las reservas de combustible en Malta, los Blenheim fueron embarcados hasta Takoradi, desde donde volaban hacia Egipto cruzando África.
Las victorias alemanas en los Balcanes (donde los Mk I yugoslavos realizaron un único y desesperado ataque contra Sofía) acarrearon la pérdida de unos 70 Blenheim. Fueron los cazas de los escuadrones 30.º y 203.º quienes tuvieron encomendada la cobertura de la evacuación de Creta.
En 1941-42, a medida que en Europa los Mk I iban siendo totalmente reemplazados por los Mk IV, Bristol fue desarrollando una nueva versión, el Blenheim Mk V. Resultado de la Especificación B.6/40, este avión estaba originalmente previsto como bombardero de alta cota, con motores Mercury XXX de 830 hp. Paralelamente, se desarrolló una versión biplaza de apoyo cercano, conocida como Bisley y dotada de cuatro ametralladoras a proa y blindaje incrementado. El bombardero de alta cota (Type 149HA) fue abandonado, pero del Bisley derivaron el Type 160 Blenheim Mk VA, el Type 160CS Blenheim Mk VB y el Type 160D Mk VD (el Blenheim Mk VC fue un entrenador doble mando).
La principal variante, el Blenheim VD tropicalizado (del que se produjeron 940 ejemplares), entró por primera vez en acción durante la operación Torch, en el norte de África, en noviembre de 1942; tres meses después, el Mk IV fue retirado del servicio activo en Europa. La nueva versión, sobrecargada de blindaje y equipo tropical, sufrió elevadas pérdidas a consecuencia de su escasa velocidad, de sólo 380 km/h. En una incursión sobre Túnez, el 4 de diciembre de 1942, fueron derribados por la aviación de caza enemiga los diez Blenheim del 18.º Escuadrón.
Durante las primeras horas de la invasión japonesa a Malasia, una incursión enemiga destruyó en tierra la casi totalidad de los Blenheim del 62.º Escuadrón. En cambio, los Mk I y IV de los escuadrones números 22, 27, 45, 89, 176, 177, 211 y 217 tomaron parte en casi todas las acciones que la RAF llevó a cabo contra los japoneses entre 1941 y 1943; más tarde se les unieron los Mk V de los escuadrones números 11, 42, 113 y 211, aunque, debido a sus pobres prestaciones, sólo actuaron durante nueve meses en ese frente.

### Operadores y producción
Con excepción de la RAF, el mayor operador del Blenheim fue la Real Fuerza Aérea de Canadá, cuya variante especial conservó la denominación de Bolingbroke, una vez que la RAF adoptó la de Mk IV. La producción en Canadá estuvo en manos de Fairchild Aircraft Ltd, que fabricó un total de 676 ejemplares (18 Mk I con Mercury VIII y 658 MK IV). En su mayor parte, fueron empleados en el entrenamiento de navegantes y artilleros. Finlandia llegó a utilizar un total de 83 Blenheim: 18 Mk I exportados por Bristol y 10 Mk I de la RAF suministrados en 1939-40, así como 45 Mk I y 10 Mk IV construidos bajo licencia. La producción en Finlandia recayó en Valtion Lentokonetehdas de Tampere. Turquía recibió un total de 30 Mk I, y Grecia 12 Mk IV. A los 18 Blenheim Mk I exportados a Yugoslavia se unieron los 16 producidos bajo licencia por Ikarus AD de Zemun, pero otros 24 parcialmente terminados tuvieron que ser destruidos para impedir su caída en manos alemanas. El suministro de 13 Mk I a Rumanía pretendió ser un vehículo para acercar a ese país a la causa aliada, pero la idea no dio resultado y los Blenheim acabaron siendo utilizados contra los propios Aliados.
La producción total, excluidos los prototipos Type 142 y 143, fue de 6185 ejemplares, incluyendo los 24 Mk I destruidos en las cadenas de montaje de Yugoslavia y cinco no completados por Finlandia en 1944.

## Variantes

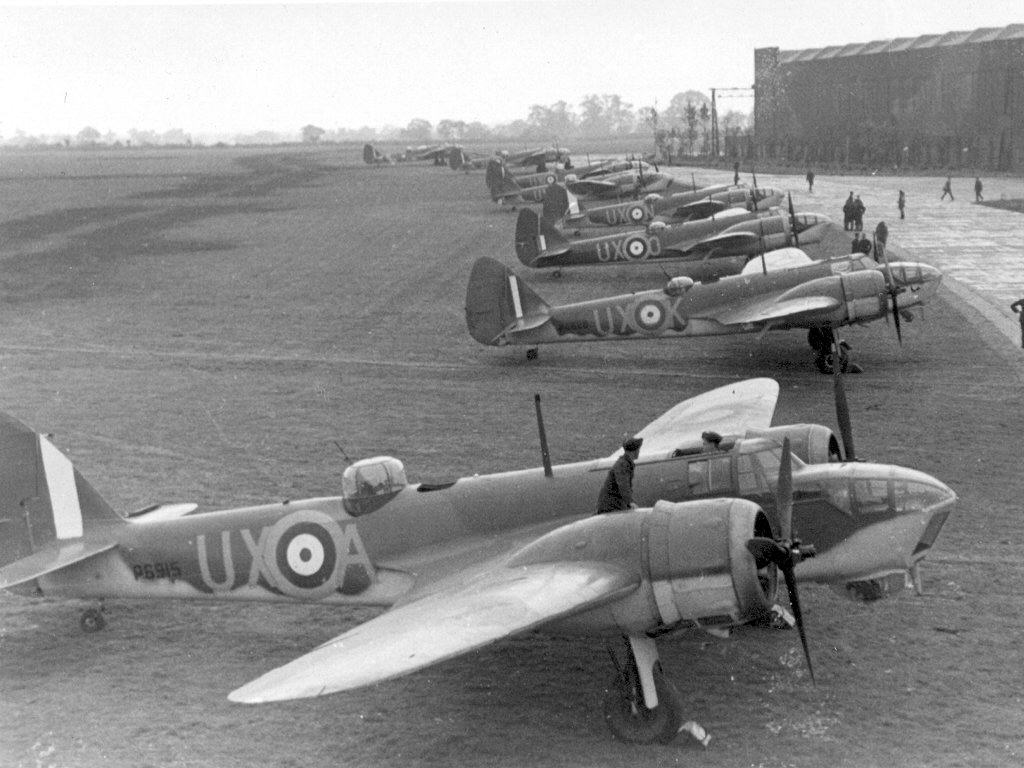
Bristol Blenheim Mk IV británicos.

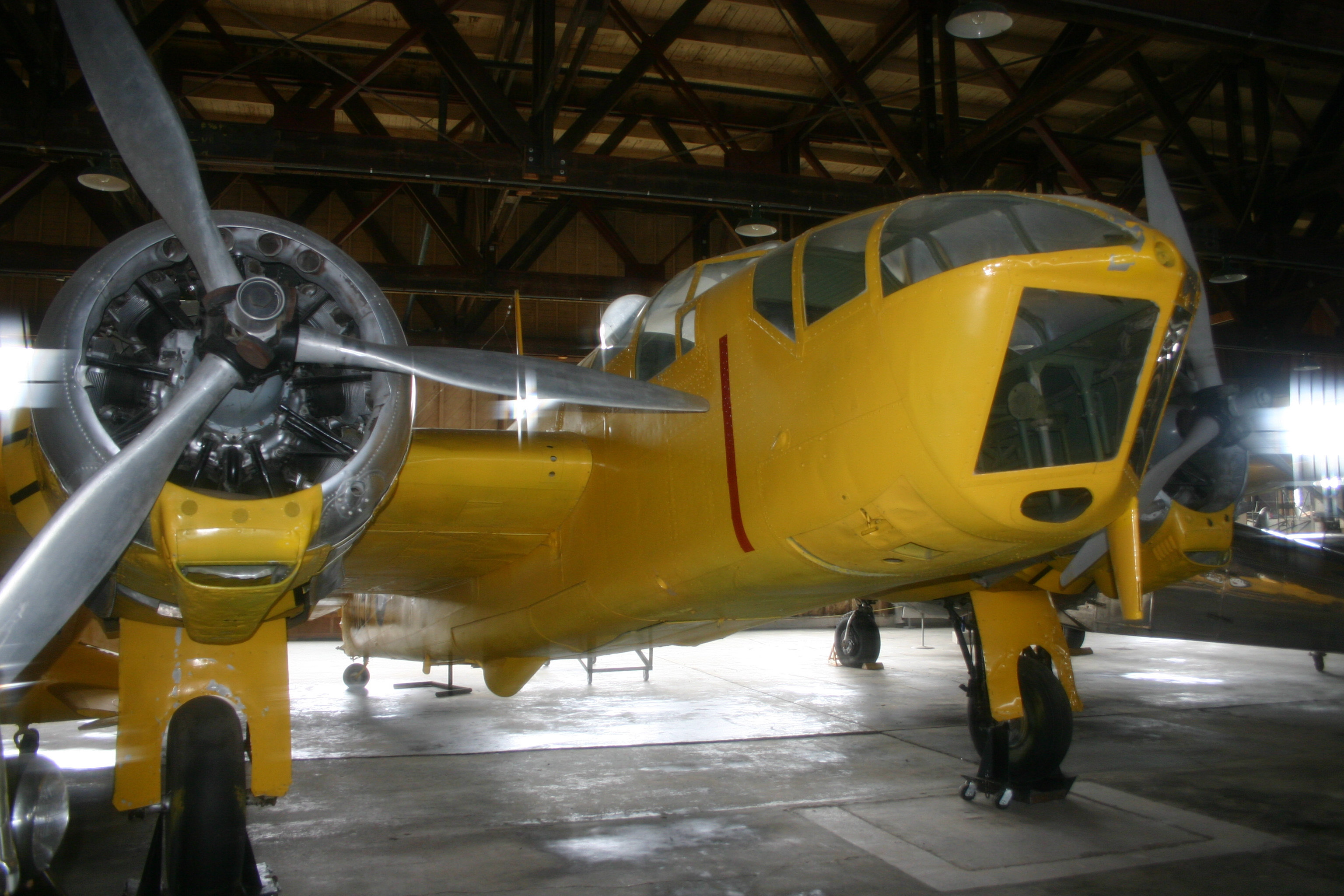
Bristol Blenheim Bolingbroke IVT sudafricano, en un museo de la Commonwealth.

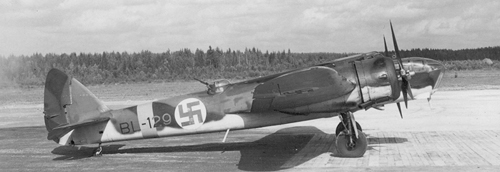
Bristol Blenheim Mk. IV de la Fuerza Aérea Finlandesa.

Type 142
Prototipo comercial Britain First matriculado G-ADCZ, después K7557; motores Bristol Mercury VIS2 de 650 hp.
Type 143
Prototipo agrandado para 8 plazas; motores Aquila; matriculado G-ADEK.
Blenheim Mk I (Type 142M)
Triplaza, motores radiales Bristol Mercury VIII de 840 hp, armado con una ametralladora de 7,7 mm en el ala de babor, una ametralladora Vickers K de 7,7 mm en una torreta dorsal y con una carga máxima de bombas de 450 kg; 1552 construidos.
Blenheim Mk IF
Versión de caza nocturno, equipado con un radar interceptor aerotransportado AI Mk III o Mk IV, armado con cuatro ametralladoras de 7,7 mm en un contenedor ventral fijo. Cerca de 200 Blenheim Mk I fueron convertidos a este estándar.
Blenheim Mk II
Un avión (L1222), conversión de Mk I, con depósitos alares para largo alcance y bombas en situación externa; motores Mercury VIII.
Bolingbroke Mk I
Proyecto original Bristol; prototipo de morro largo (K7072), conversión de Blenheim Mk I.
Blenheim Mk IV (Type 142L)
Versión mejorada, equipada con una blindaje protector, dos motores radiales Bristol Mercury XV 905 hp, armado con una ametralladora de 7,7 mm en el ala izquierda, dos ametralladoras de 7,7 mm en una torreta dorsal y dos ametralladoras de 7,7 mm apuntando hacia atrás en una torreta bajo el morro controlada remotamente, con una carga interior máxima de 434 kg y una exterior de 145 kg; 3307 construidos.
Blenheim Mk IVF
Unos 60 Mk IV convertidos en cazas.
Blenheim Mk V
Versión equipada con dos motores radiales Bristol Mercury XXV de 950 hp, armados con dos ametralladoras de 7,7 mm en una torreta Frazer Nash bajo la mitad derecha del morro, dos ametralladoras de 7,7 mm en una torreta dorsal Bristol BX y, 453,6 kg de carga interna de bombas; 942 construidos por Rootes Securities.
Type 160 Bisley I
Dos prototipos equipados con motores Mercury XV de 920 hp; el AD657 fue configurado en el papel de apoyo cercano a unidades de tierra, con un morro sólido equipado con cuatro ametralladoras de 7,7 mm de tiro frontal, y el AD661, configurado en el papel de bombardeo, con morro acristalado similar al de sus predecesores; ambos estaban equipados con dos ametralladoras de 7,7 mm en una torreta dorsal Bristol BX.
Blenheim Mk VA, VB, VC, VD
942 aviones producidos por Rootes Securities.
Bolingbroke Mk I (producción canadiense)
18 construidos por Fairchild; Mercury VIII; uno convertido a Bolingbroke Mk II con equipo estadounidense, y uno a Bolingbroke Mk III, con flotadores.
Bolingbroke Mk IV
185 producidos por Fairchild; motores Mercury XV.
Bolingbroke Mk IV-W
15 construidos por Fairchild; motores Pratt & Whitney Twin Wasp Junior.
Bolingbroke Mk IV-C
Un ejemplar construido por Fairchild; motores Wright Cyclone.
Bolingbroke Mk IV-T
457 fabricados por Fairchild; motores Mercury XX; entrenadores de tripulaciones.

## Operadores
Australia
Real Fuerza Aérea Australiana
 Canadá
Real Fuerza Aérea Canadiense
 Estado Independiente de Croacia
Fuerza Aérea del Estado Independiente de Croacia
 Finlandia
Fuerza Aérea Finlandesa
 Francia
Fuerza Aérea de la Francia Libre
 Grecia
Fuerza Aérea Helénica
 Nueva Zelanda
Real Fuerza Aérea Neozelandesa
 Portugal
Aviación Naval Portuguesa
 Reino Unido
Royal Air Force
 Rumania
Fuerza Aérea Rumana
Sudáfrica
Fuerza Aérea Sudafricana
 Turquía
Fuerza Aérea Turca
 Yugoslavia
Real Fuerza Aérea Yugoslava

## Especificaciones (Mk IV)
Referencia datos: Anatomía

### Características generales
- Tripulación: Tres (piloto, navegante/bombardero y artillero dorsal/operador de radio)
- Longitud: 13 m (42,6 ft)
- Envergadura: 17,2 m (56,3 ft)
- Altura: 3 m (9,8 ft)
- Superficie alar: 43,6 m² (469 ft²)
- Peso vacío: 4441 kg (9788 lb)
- Peso cargado: 6545 kg (14 425,2 lb)
- Peso máximo al despegue: 6532 kg (14 396,5 lb)
- Planta motriz: 2× motor radial de 9 cilindros refrigerado por aire Bristol Mercury XV.
  - Potencia: 690 kW (951 HP; 938 CV) cada uno.
- Hélices: Hamilton Standard tripala de paso variable

### Rendimiento
- Velocidad máxima operativa (Vno): 428 km/h (266 MPH; 231 kt)
- Velocidad crucero (Vc): 319 km/h (198 MPH; 172 kt)
- Alcance: 2350 km (1269 nmi; 1460 mi)
- Techo de vuelo: 8310 m (27 264 ft)
- Régimen de ascenso: 7,6 m/s (1496 ft/min)
- Carga alar: 150 kg/m² (30,7 lb/ft²)
- Potencia/peso: 21 kW/kg (0,13 hp/lb)

### Armamento
- Armas de proyectiles: 

  - 4 ametralladoras de 7,7 mm (una disparando hacia delante en el ala izquierda, dos en la torreta dorsal y una debajo del fuselaje, controlada por control remoto, disparando hacia atrás)
- Bombas: 

  - Hasta 434 kg de bombas en el interior y otros 145 kg en el exterior

## Aeronaves relacionadas

### Desarrollos relacionados
- Bristol Beaufort
- Bristol Beaufighter
- Bristol Fairchild Bolingbroke

### Aeronaves similares
- Dornier Do 17
- Heinkel He 111
- Douglas A-20
- Martin Maryland
- Lioré et Olivier LeO 45
- Potez 630
- PZL.37 Łoś
- Túpolev SB

### Secuencias de designación
- Secuencia Numérica (interna de Bristol): ← 135 - 137 - 138 - 142/142M - 143 - 144 - 146 - 148 - 149 - 152 - 156 - 158 - 159 - 160 - 161 - 162 - 163 →